# Bonfim
Bonfim là một đô thị thuộc bang Minas Gerais, Brasil. Đô thị này có diện tích 301,21 km², dân số năm 2007 là 6715 người, mật độ 22 người/km².